# Leonard Eugene Dickson
Pour les articles homonymes, voir Dickson.
Leonard Eugene Dickson  (1874-1954) est un mathématicien américain, spécialiste en théorie des nombres et en algèbre.

## Biographie
Dickson grandit à Cleburne (dans le Comté de Johnson (Texas)), où son père est banquier et commerçant. Il étudie d'abord la géométrie auprès de George Bruce Halsted à l'université du Texas à Austin, où il passe son Master of Sciences en 1894. Accepté à la jeune université de Chicago, il change de domaine pour la théorie des groupes, auprès de Heinrich Maschke, Oskar Bolza et Eliakim Hastings Moore, et soutient son Ph. D. en 1896. Il complète sa formation auprès de Sophus Lie à Leipzig et Camille Jordan à Paris.
Il est professeur à l'université du Texas à Austin en 1899, puis à partir de 1900, à l'instigation de Moore, à l'université de Chicago, où il reste jusqu'à sa retraite en 1939, mis à part quelques séjours comme professeur invité à l'université de Californie à Berkeley. Il s'investit de façon décisive dans la fondation et l'essor de l'école algébriste américaine.
Il se marie en 1902 (il aura deux enfants).

## Travaux
Dickson est un mathématicien très prolifique (275 écrits, dont 18 ouvrages).
Il publie en 1901 un livre, dans le prolongement de sa thèse, sur les groupes finis, en particulier les groupes de matrices sur des corps finis. Il y simplifie et étend beaucoup de résultats de Camille Jordan, Émile Mathieu et d'autres.
Il contribue aussi à la théorie additive des nombres. Sa monumentale History of the Theory of Numbers (Histoire de la théorie des nombres en trois volumes) est un ouvrage de référence, dans lequel beaucoup de résultats de la théorie des nombres sont présentés de façon précise dans leur contexte historique.
C'est pendant ses années à Chicago qu'a lieu le séjour du mathématicien écossais Joseph Wedderburn. Ils collaborent, Dickson ayant prouvé indépendamment le théorème de Wedderburn.
Un autre travail majeur de Dickson est la théorie des algèbres, et le livre Les Algèbres et leur théorie des nombres influence fortement l'école algébriste allemande d'Emmy Noether et Helmut Hasse, qui obtient d'importants résultats dans les années 1920-1930.

## Distinctions
L. E. Dickson est membre de l'Académie nationale des sciences (1913), de la London Mathematical Society et président de l'American Mathematical Society, en 1917-1918. Il est le premier algébriste à recevoir le prix Cole, en 1928. Il donne une conférence plénière au congrès international des mathématiciens (ICM) en 1920 à Strasbourg (Some Relations between the Theory of Numbers and Other Branches of Mathematics) et en 1925 à Toronto (Outline of the theory to date of the arithmetics of algebras).